# Tupiperla tessellata
Tupiperla tessellata is een steenvlieg uit de familie Gripopterygidae. De wetenschappelijke naam van de soort is voor het eerst geldig gepubliceerd in 1868 door Brauer.